# Contea di Yuli
La contea di Yuli (Lopnur) (cinese semplificato:尉犁县, cinese tradizionale: 尉犁縣) è una contea dello Xinjiang (Cina) amministrata dalla prefettura autonoma mongola di Bayin'gholin. Copre un'area di 59 399 km2 e, secondo il censimento del 2002, ospita una popolazione di 100 000 abitanti.